# Jan Szymański (Eisschnellläufer)
Jan Marek Szymański (* 2. März 1989 in Posen) ist ein polnischer Eisschnellläufer.

## Werdegang
Szymański debütierte im Weltcup im Januar 2009 in Erfurt und belegte dabei den 14. Platz über 5000 m in der Division B. Sein erstes Einzelrennen im A-Weltcup lief er zu Beginn der Saison 2010/11 in Heerenveen, welches er auf den 16. Platz über 5000 m beendete. Bei den Einzelstreckenweltmeisterschaften 2011 in Inzell errang er den 11. Platz über 5000 m und den achten Platz in der Teamverfolgung. In der Saison 2011/12 kam er im Massenstart mehrmals unter den ersten Zehn und erreichte damit den neunten im Massenstartweltcup. Bei den Einzelstreckenweltmeisterschaften 2012 in Heerenveen belegte er den 14. Platz über 5000 m und den achten Rang in der Teamverfolgung. In der folgenden Saison erreichte er in Erfurt mit dem dritten Platz in der Teamverfolgung seine erste Podestplatzierung im Weltcup. Im Februar 2013 wurde er bei der Eisschnelllauf-Mehrkampfweltmeisterschaft in Hamar Zehnter im Großer-Vierkampf. Im folgenden Monat gewann er bei den Einzelstreckenweltmeisterschaften in Sotschi die Bronzemedaille in der Teamverfolgung. Zudem errang er den 16. Platz über 1500 m und den 15. Platz über 5000 m. Bei der Mehrkampfeuropameisterschaft 2012 in Budapest und der Mehrkampfeuropameisterschaft 2013 in Heerenveen belegte er jeweils den 11. Platz im Großer Vierkampf. Zu Beginn der Saison 2013/14 holte er bei der Winter-Universiade 2013 in Trentino Silber über 1000 m und Gold jeweils über 1500 m und über 5000 m. Beim Weltcup in Berlin kam er auf den dritten Platz in der Teamverfolgung. Im Januar 2014 wurde er bei den Mehrkampfeuropameisterschaft in Hamar Achter im Großer Vierkampf. Bei seiner ersten Olympiateilnahme 2014 in Sotschi gewann er die Bronzemedaille in der Teamverfolgung. In den Einzelrennen kam er auf den 15. Platz über 1500 m und den 13. Platz über 5000 m. Im März 2014 belegte er den neunten Platz im Großer Vierkampf bei der Eisschnelllauf-Mehrkampfweltmeisterschaft in Heerenveen. Beim dritten Weltcup in der Saison 2014/15 in Berlin holte er in der Teamverfolgung und über 1500 m seinen ersten Weltcupsiege. Eine Woche später gewann er in Heerenveen erneut über 1500 m. Im Januar 2015 belegte er bei der Mehrkampfeuropameisterschaft in Tscheljabinsk den neunten Platz. Bei den Einzelstreckenweltmeisterschaften 2015 in Heerenveen errang er den achten Platz über 1500 m und den sechsten Platz in der Teamverfolgung. Zum Saisonende erreichte er den fünften Rang im Gesamtweltcup über 1500 m.
Szymański wurde polnischer Meister über 1500 m (2014, 2015), 3000 m (2015), 5000 m (2012, 2013, 2014, 2015), 10.000 m (2012 2013, 2014), im Großer Vierkampf (2012, 2014) und im Kleiner Vierkampf (2015).

## Persönliche Bestzeiten
- 500 m: 35,97 s (aufgestellt am 7. März 2015 in Calgary)
- 1000 m: 1:09,34 min (aufgestellt am 21. November 2015 in Salt Lake City)
- 1500 m: 1:44,46 min (aufgestellt am 20. November 2015 in Salt Lake City)
- 3000 m: 3:39,79 min (aufgestellt am 7. November 2015 in Calgary)
- 5000 m: 6:21,55 min (aufgestellt am 10. November 2013 in Calgary)
- 10.000 m: 13:27,49 min (aufgestellt am 2. Dezember 2012 in Astana)

## Teilnahmen an Weltmeisterschaften und Olympischen Winterspielen

### Olympische Spiele
- 2014 Sotschi: 3. Platz Teamverfolgung, 13. Platz 5000 m, 15. Platz 1500 m

### Einzelstreckenweltmeisterschaften
- 2011 Inzell: 8. Platz Teamverfolgung, 11. Platz 5000 m
- 2012 Heerenveen: 8. Platz Teamverfolgung, 14. Platz 5000 m
- 2013 Sotschi: 3. Platz Teamverfolgung, 15. Platz 5000 m, 16. Platz 1500 m
- 2015 Heerenveen: 6. Platz Teamverfolgung, 8. Platz 1500 m

### Mehrkampfweltmeisterschaften
- 2013 Hamar: 10. Platz Großer-Vierkampf
- 2014 Heerenveen: 9. Platz Großer-Vierkampf

## Weltcupsiege
| Nr. | Datum             | Ort        | Disziplin        |
| --- | ----------------- | ---------- | ---------------- |
| 1.  | 5. Dezember 2014  | Berlin     | Teamverfolgung 1 |
| 2.  | 7. Dezember 2014  | Berlin     | 1500 m           |
| 3.  | 14. Dezember 2014 | Heerenveen | 1500 m           |